# Ad Infinitum
Ad Infinitum is een Zwitsers-Duitse symfonische-metalband. De band is in 2018 opgericht door Melissa Bonny en zingt voornamelijk over onderwerpen die te maken hebben met geschiedenis, revoluties en romantiek.

## Etymologie
De bandnaam is afkomstig van de gelijknamige zinsnede uit het nummer March of Mephisto van powermetalband Kamelot en is Latijn voor tot in het oneindige.

## Geschiedenis
De band begon als soloproject van singer-songwriter Melissa Bonny, voor die tijd bekend als zangeres van de metalband The Rage of Light. In november 2018 bracht Bonny onder de naam Ad Infinitum de debuutsingle I Am the Storm uit. Het nummer was tot stand gekomen in samenwerking met Timo Somers, gitarist van de band Delain. Nadien zette Bonny een crowdfundingcampagne op om een album op te nemen. Er werd genoeg geld opgehaald, waarna het eerste productiewerk begon. In de loop van 2019 ontmoette Bonny drummer Niklas Müller, gitarist Adrian Theßenvitz en bassist Jonas Asplind (Asplind was afkomstig van de Zweedse metalband Follow the Cipher) en besloot samen met hen van haar project een volwaardige band te maken.
In juli 2019 tekende Ad Infinitum een contract bij Napalm Records en kondigde tegelijk met die bekendmaking een Europese tournee aan.
Op 31 januari 2020 kondigde de band het debuutalbum Chapter I: Monarchy aan. In de tussentijd werden drie singles uitgebracht: Marching on Versailles, See You in Hell en Live Before You Die. Het album verscheen uiteindelijk op 3 april 2020. Op 29 oktober van dat jaar kondigde Ad Infinitum het tweede album, Chapter I Revisited, aan. Dit album bevatte akoestische versies van de meeste nummers op het debuutalbum en werd digitaal uitgebracht op 4 december 2020. Op 27 december plaatste de band een video op het eigen YouTubekanaal, waarin werd aangekondigd dat Jonas Asplind de band wegens gezondheidsproblemen verliet. Hij werd vervangen door Korbinian Benedict. Ook werd bevestigd dat er aan een derde album gewerkt werd.
Op 26 augustus 2021 kondigde Ad Infinitum dat derde album aan: Chapter II: Legacy. Het album werd drie dagen later, op 29 augustus 2021, uitgebracht. Tevens verscheen die dag de eerste single van het album: Unstoppable.
Op 12 september 2022 werd bekendgemaakt dat de eerste twee albums op 7 oktober van dat jaar opnieuw zouden worden uitgebracht, ditmaal op een speciale dubbele lp. Op 5 oktober van dat jaar kondigde Ad Infinitum wederom een nieuw album aan: Chapter III: Downfall, dat awerd uitgebracht op 31 maart 2023. Het album werd op cd en via internet verspreid, maar ook als lp. In juli 2024 werd het vierde reguliere album, Abyss, voorgesteld.

## Discografie

### Albums
| Jaar | Titel                 | Opmerkingen |
| ---- | --------------------- | ----------- |
| 2020 | Chapter I: Monarchy   |             |
| 2020 | Chapter I Revisited   |             |
| 2021 | Chapter II: Legacy    |             |
| 2023 | Chapter III: Downfall |             |
| 2024 | Abyss                 |             |

### Singles
| Jaar | Titel                             | Album                 | Opmerkingen                                                                     |
| ---- | --------------------------------- | --------------------- | ------------------------------------------------------------------------------- |
| 2018 | I Am the Storm                    | Chapter I: Monarchy   | met Timo Somers van Delain                                                      |
| 2020 | Marching on Versailles            | Chapter I: Monarchy   |                                                                                 |
| 2020 | See You in Hell                   | Chapter I: Monarchy   |                                                                                 |
| 2020 | Live Before You Die               | Chapter I: Monarchy   |                                                                                 |
| 2020 | Fire and Ice                      | Chapter I: Monarchy   |                                                                                 |
| 2020 | Marching on Versailles (acoustic) | Chapter I Revisited   |                                                                                 |
| 2021 | Demons (acoustic)                 | Chapter I Revisited   |                                                                                 |
| 2021 | Unstoppable                       | Chapter II: Legacy    |                                                                                 |
| 2021 | Afterlife                         | Chapter II: Legacy    | duet met Nils Molin van Amaranthe                                               |
| 2021 | Animals                           | Chapter II: Legacy    |                                                                                 |
| 2021 | Inferno                           | Chapter II: Legacy    |                                                                                 |
| 2022 | Upside Down                       | Chapter III: Downfall |                                                                                 |
| 2022 | Somewhere Better                  | Chapter III: Downfall |                                                                                 |
| 2023 | Seth                              | Chapter III: Downfall | in de videoclip begeleid door Jenny Diehl en Mieze Musch-Musch van Feuerschwanz |
| 2023 | From The Ashes                    | Chapter III: Downfall |                                                                                 |
| 2023 | Eternal Rains                     | Chapter III: Downfall |                                                                                 |
| 2023 | Legends                           | Chapter III: Downfall |                                                                                 |
| 2024 | Outer Space                       | Abyss                 |                                                                                 |
| 2024 | My Halo                           | Abyss                 |                                                                                 |
| 2024 | Surrender                         | Abyss                 |                                                                                 |
| 2024 | Follow Me Down                    | Abyss                 |                                                                                 |
| 2024 | Anthem For The Broken             | Abyss                 |                                                                                 |
| 2025 | Aftermath                         | Abyss                 |                                                                                 |